# Ловушка Мёрике
Ловушка Мёрике — разновидность энтомологического оборудования, используется для ловли летающих насекомых. В настоящее время наиболее часто используется для отлова перепончатокрылых (Hymenoptera), антофильных жесткокрылых (Coleoptera) и двукрылых (Diptera).

## Конструкция
Представляет собой пластмассовые чашки высотой 8 см и верхним диаметром 14 см, заполненные небольшим количеством бесцветной фиксирующей жидкости. Существуют различные формы ловушек Мёрике. Чашки обязательно должны быть окрашены в зелёный или жёлтый цвет: в белых чашках или чашках с белой каймой количество пойманных насекомых всегда заметно ниже. В качестве фиксирующей жидкости могут использоваться этиленгликоль, 4 % раствор формалина и др. Все они внешне напоминают воду, что позволяет увеличить отлов насекомых, особенно в засушливый период года. Часто ловушки Мёрике заполняются привлекающей насекомых жидкостью (пиво, вино, квас) вместе с фиксирующей жидкостью.
Расставляются ловушки Мёрике немного выше растений. Принцип ловли основывается на том, что насекомые слетаются на ловушку и тонут. Высокие показатели ловли основаны на высокой зрительной чувствительности многих насекомых к предметам, напоминающим цветы своей формой и окраской.

## История изобретения
Несмотря на тривиальность конструкции, эта ловушка была впервые описана немецким учёным Фолькером Мёрике всего лишь в 1951 году. Мёрике изучал цветовое восприятие насекомых — в частности, персиковой тли Myzus persicae, — и провёл серию экспериментов, установив, что именно окраска чашек в жёлтый или жёлто-зелёный цвет наиболее важна для того, чтобы насекомые принимали их за цветы. Эти эксперименты опубликованы им в статье «Цветная ловушка для контроля полётов тли, особенно персиковой тли» (нем. Eine Farbafalle zur Kontrolle des Fluges von Blattlausen, insbesondere der Pfirsichblattlaus), опубликованной в вестнике Германской службы по защите растений.